# Паюсово (Московская область)
Паюсово — деревня в Сергиево-Посадском районе Московской области, в составе муниципального образования Сельское поселение Шеметовское (до 29 ноября 2006 года входила в состав Марьинского сельского округа).

## Население
| 2002 | 2006 | 2010 |
| ---- | ---- | ---- |
| 0    | →0   | →0   |

## География
Паюсово расположено примерно в 38 км (по шоссе) на северо-запад от Сергиева Посада, на безымянном правом притоке реки Орши, правого притока реки Вели (левый приток реки Дубны), высота центра деревни над уровнем моря — 230 м.